# Emin Tengström
Emin Fredrik Tengström, född 19 november 1929 i Örgryte församling i Göteborg, död 7 april 2023 i Göteborg, var en svensk latinist och humanekolog.

## Biografi
Tengström blev filosofie magister vid Göteborgs Högskola 1951, filosofie licentiat 1955, filosofie doktor 1964 på avhandlingen Donatisten und Katholiken. Soziale, wirtschaftliche und politische Aspekten einer nordafrikanischen Kirchenspaltung och honorärdocent i latin vid Göteborgs universitet samma år.
Han hade då varit extraordinarie adjunkt vid högre allmänna läroverket i Bollnäs 1956-1959, lektor vid högre allmänna läroverket i Köping 1959-1963 och fortsatte sedan som lektor högre allmänna läroverket i Kungälv 1963-1971. Åren 1972-1986 undervisade han i latin som extraordinarie docent vid Göteborgs universitet. Han var under denna tid vikarierande professor i latin i två terminer.
Tengström invaldes 1977 som ledamot av Kungliga Vetenskaps- och Vitterhetssamhället i Göteborg. Han blev 1981 Sveriges förste professor i det tvärvetenskapliga ämnet humanekologi vid Chalmers tekniska högskola. Åren 1986-1995 var han professor i samma ämne vid Göteborgs universitet. Efter sin pensionering tjänstgjorde han som professor vid universitetet i Aalborg, Danmark. Även efter sin pensionering har han publicerat flera böcker.

### Familj
Emin Tengström var son till Carl Gustav Tengström.